# باري سيمون
باري سيمون (بالإنجليزية: Barry Simon)‏ (و. 1946 – م) هو رياضياتي، وفيزيائي، وأستاذ جامعي من الولايات المتحدة الأمريكية . ولد في مدينة نيويورك .
وهو عضواً في الجمعية الرياضياتية الأمريكية، والأكاديمية الأمريكية للفنون والعلوم .

## التعليم
تعلم في جامعة هارفارد، وجامعة برنستون

## مناصب وهيئات
أدار معهد كاليفورنيا للتقنية، وجامعة برنستون.

## جوائز
حصل على جوائز منها:
- Henri Poincaré Prize (2012)
- زمالة غوغنهايم
- Bolyai Prize.
- جائزة داني هينمان للفيزياء الرياضية.[10]